# Svensk uppslagsbok
Svensk uppslagsbok är en svensk encyklopedi som utkom i två upplagor mellan åren 1929 och 1955.

## Första upplagan
Den första upplagan påbörjades 1929 av Baltiska förlaget AB, men verksamheten övertogs 1931 av företaget Svensk uppslagsbok AB. Verket omfattar 30 band och ett supplementband. Förordet i första bandet är daterat i februari 1929.
Utgivningen konkurrerade med Nordisk familjeboks tredje upplaga (koncentrerad, 1923–1937) och i förordet motiveras det så här:
| ” | [det finns redan flera ... men det saknas] det stora, vittomspännande, av specialsakkunniga utarbetade verket, utgivet till ett sådant pris, att icke någon på grund av kostnaden behöver tveka om möjligheten att förvärva det. | „ |

En viktig princip angavs vara att alla artiklar skrivits av fackmän och signerats. Förlaget hade köpt rätten att få översätta och omarbeta artiklar ur sjunde upplagan av Meyers Konversations-Lexikon, som var under utgivning, men även dessa artiklar signerades av en svensk fackman. En ny utgåva utan andra ändringar än vissa rättningar utkom 1939.

### Redaktionskommitté
Redaktionskommittén för första upplagan bestod av
- professor Hans Wallengren, ledde kommittén
- överste Georg Björnström
- Sparbankens direktör B. Linderoth (i band 1 till band 6)
- docent Sture Bolin
- professor Helge Nelson (endast band 1)
- professor Elof Hellquist (i band 1 till band 14)
- biblioteksamanuens Signe Nilsson
- juris doktor Ebbe Kock
- docent/professor Alf Nyman (i band 1 till band 14)
- professor Edvard Lehmann (avled under arbetet med band 4-6)
- ingenjör Helge Rydberg (i band 1 till band 11)
- professor E.M.P. Widmark
- amanuens Helmer Svensson (i band 2 till band 4)
- professor Ewert Wrangel (från och med band 2)
- fil lic J. Carlsson (från och med band 5)
- fil kand/riksdagsman Tage Erlander (från och med band 7)
- docent A. Werin (från och med band 14)
- professor Erik Noreen (från och med band 15)
- fil lic Ingegerd Henschen-Ingvar, illustrationsredaktör (från och med band 3)
- filosofie doktor Gunnar Carlquist, huvudredaktör

## Andra upplagan
Den andra upplagan angavs vara från grunden omarbetad och väsentligt utökad och motiverades med orden:
| ” | De världsomstörtande händelser, som ägt rum sedan den första upplagan 1929–1937 utgavs, liksom ock den under de senaste åren kanske mer än någonsin tidigare i världshistorien snabba utvecklingen på alla livets områden. | „ |

På varje ark anges till vilket år uppgifterna har uppdaterats. Verket omfattar 32 band och utgivningen pågick 1947–1955. Förutom G. Carlquist medverkar i denna utgåva även fil.lic. Josef Carlsson som huvudredaktör. Företaget Svensk uppslagsbok AB fick namnet Förlagshuset Norden AB efter 1945.
I december 2009 blev andra upplagan av Svensk uppslagsbok tillgänglig på webben, gratis och försedd med annonser. Detta omfattar dock enbart text, inga bilder, och verket är inte korrekturläst. Denna utgåva stängdes i mitten av 2010-talet.